# Pleurophyllum
Pleurophyllum là một chi thực vật có hoa trong họ Cúc (Asteraceae).

## Loài
Chi Pleurophyllum gồm các loài: